# Listă de filme britanice din 1947
Aceasta este o listă de filme britanice din 1947:

## Lista
| Titlu                                        | Regizor                            | Distribuție                                          | Gen              | Note                                               |
| -------------------------------------------- | ---------------------------------- | ---------------------------------------------------- | ---------------- | -------------------------------------------------- |
| Black Memory                                 | Oswald Mitchell                    | Michael Atkinson, Myra O'Connell, Michael Medwin     | Crime            |                                                    |
| Black Narcissus                              | Michael Powell, Emeric Pressburger | Deborah Kerr, David Farrar, Kathleen Byron           | Thriller         | Number 44 in the list of BFI Top 100 British films |
| Brighton Rock                                | John Boulting                      | Richard Attenborough, Carol Marsh, Hermione Baddeley | Crime drama      | Number 15 in the list of BFI Top 100 British films |
| The Brothers                                 | David MacDonald                    | Patricia Roc, Will Fyffe                             | Drama            |                                                    |
| Captain Boycott                              | Frank Launder                      | Stewart Granger, Kathleen Ryan                       | Historical       |                                                    |
| Code of Scotland Yard                        | George King                        | Oskar Homolka, Muriel Pavlow                         | Crime            |                                                    |
| The Courtneys of Curzon Street               | Herbert Wilcox                     | Anna Neagle, Michael Wilding                         | Drama            |                                                    |
| Dancing with Crime                           | John Paddy Carstairs               | Richard Attenborough, Barry K. Barnes                | Mystery          |                                                    |
| Dear Murderer                                | Arthur Crabtree                    | Eric Portman, Greta Gynt                             | Thriller         |                                                    |
| Death in High Heels                          | Lionel Tomlinson                   | Don Stannard, Veronica Rose                          | Crime            |                                                    |
| Dual Alibi                                   | Alfred Travers                     | Herbert Lom, Phyllis Dixey                           | Crime            |                                                    |
| The End of the River                         | Derek Twist                        | Sabu, Bibi Ferreira                                  | Drama            |                                                    |
| Eyes That Kill                               | Richard M. Grey                    | Robert Berkeley, Sandra Dorne                        | Crime            | [ 1 ]                                              |
| Fame Is the Spur                             | Roy Boulting                       | Michael Redgrave, Rosamund John                      | Political drama  |                                                    |
| The Foxes of Harrow                          | John M. Stahl                      | Rex Harrison, Maureen O'Hara, Richard Haydn          | Adventure        | Co-production with the U.S.                        |
| Frieda                                       | Basil Dearden                      | David Farrar, Glynis Johns, Mai Zetterling           | Drama            |                                                    |
| The Ghosts of Berkeley Square                | Vernon Sewell                      | Robert Morley, Felix Aylmer                          | Comedy           |                                                    |
| Green Fingers                                | John Harlow                        | Robert Beatty, Carol Raye                            | Drama            |                                                    |
| The Hangman Waits                            | A. Barr-Smith                      | John Turnbull, Beatrice Campbell                     | Drama            | [ 2 ]                                              |
| The Hills of Donegal                         | John Argyle                        | Dinah Sheridan, Moore Marriott                       | Drama            |                                                    |
| Holiday Camp                                 | Ken Annakin                        | Dennis Price, Jack Warner                            | Comedy/drama     |                                                    |
| Hue and Cry                                  | Charles Crichton                   | Alastair Sim, Harry Fowler                           | Comedy           |                                                    |
| Hungry Hill                                  | Brian Desmond Hurst                | Margaret Lockwood, Dennis Price                      | Drama            |                                                    |
| An Ideal Husband                             | Alexander Korda                    | Paulette Goddard, Michael Wilding                    | Comedy           | Based on the play by Oscar Wilde                   |
| It Always Rains on Sunday                    | Robert Hamer                       | Googie Withers, Edward Chapman                       | Drama            |                                                    |
| Jassy                                        | Bernard Knowles                    | Margaret Lockwood, Patricia Roc, Dennis Price        | Drama romance    | Shot in Technicolor                                |
| Just William's Luck                          | Val Guest                          | William Graham, Garry Marsh, Jane Welsh              | Comedy           |                                                    |
| The Life and Adventures of Nicholas Nickleby | Alberto Cavalcanti                 | Stanley Holloway, Cedric Hardwicke                   | Drama            |                                                    |
| The Loves of Joanna Godden                   | Charles Frend                      | Googie Withers, Jean Kent                            | Historical/drama |                                                    |
| A Man About the House                        | Leslie Arliss                      | Dulcie Gray, Margaret Johnston, Kieron Moore         | Drama            |                                                    |
| The Man Within                               | Bernard Knowles                    | Michael Redgrave, Jean Kent                          | Historical drama |                                                    |
| The Mark of Cain                             | Brian Desmond Hurst                | Eric Portman, Sally Gray                             | Crime            |                                                    |
| Master of Bankdam                            | Walter Forde                       | Anne Crawford, Dennis Price                          | Drama            |                                                    |
| Meet Me at Dawn                              | Peter Creswell, Thornton Freeland  | William Eythe, Stanley Holloway                      | Comedy/adventure |                                                    |
| Mine Own Executioner                         | Anthony Kimmins                    | Burgess Meredith, Dulcie Gray                        | Drama            |                                                    |
| Mrs. Fitzherbert                             | Montgomery Tully                   | Peter Graves, Joyce Howard                           | Historical       |                                                    |
| The Mysterious Mr. Nicholson                 | Oswald Mitchell                    | Anthony Hulme, Lesley Osmond                         | Crime            |                                                    |
| Night Beat                                   | Harold Huth                        | Anne Crawford, Maxwell Reed                          | Crime/drama      |                                                    |
| The October Man                              | Roy Ward Baker                     | John Mills, Joan Greenwood                           | Mystery          |                                                    |
| Odd Man Out                                  | Carol Reed                         | James Mason, Robert Newton, Cyril Cusack             | Drama            |                                                    |
| The Phantom Shot                             | Mario Zampi                        | John Stuart, Olga Lindo                              | Mystery          |                                                    |
| The Root of All Evil                         | Brock Williams                     | Phyllis Calvert, Michael Rennie                      | Drama            |                                                    |
| Silver Darlings                              | Clarence Elder                     | Clifford Evans, Helen Shingler                       | Drama            |                                                    |
| So Well Remembered                           | Edward Dmytryk                     | John Mills, Martha Scott                             | Drama            |                                                    |
| Take My Life                                 | Ronald Neame                       | Hugh Williams, Greta Gynt                            | Thriller         |                                                    |
| Temptation Harbour                           | Lance Comfort                      | Robert Newton, Simone Simon                          | Crime            |                                                    |
| They Made Me a Fugitive                      | Alberto Cavalcanti                 | Trevor Howard, Sally Gray                            | Film noir        |                                                    |
| Things Happen at Night                       | Francis Searle                     | Gordon Harker, Alfred Drayton                        | Comedy           |                                                    |
| The Turners of Prospect Road                 | Maurice J. Wilson                  | Wilfrid Lawson, Helena Pickard                       | Comedy/drama     |                                                    |
| Uncle Silas                                  | Charles Frank                      | Jean Simmons, Katina Paxinou                         | Drama            |                                                    |
| The Upturned Glass                           | Lawrence Huntington                | James Mason, Rosamund John                           | Drama            |                                                    |
| When the Bough Breaks                        | Lawrence Huntington                | Patricia Roc, Rosamund John                          | Drama            |                                                    |
| While I Live                                 | John Harlow                        | Tom Walls, Sonia Dresdel, Carol Raye                 | Drama            |                                                    |
| While the Sun Shines                         | Anthony Asquith                    | Barbara White, Ronald Squire                         | Comedy           |                                                    |
| White Cradle Inn                             | Harold French                      | Madeleine Carroll, Ian Hunter                        | Drama            |                                                    |
| The White Unicorn                            | Bernard Knowles                    | Margaret Lockwood, Joan Greenwood                    | Drama            |                                                    |
| The Woman in the Hall                        | Jack Lee                           | Ursula Jeans, Jean Simmons                           | Drama            |                                                    |
| Woman to Woman                               | Maclean Rogers                     | Douglass Montgomery, Joyce Howard                    | Drama            |                                                    |